# Burrel
Burrel ([burɛl]; bepaalde vorm: Burreli) is na de gemeentelijke herinrichting van 2015 een deelgemeente (njësitë administrative përbërëse) van de Albanese stad (bashkia) Mat in de prefectuur Dibër. Burrel wordt vaak Mat genoemd, naar het vroegere district waar het het bestuurlijk centrum van was.

## Ligging
Burrel ligt in een breed bergdal en is omgeven door een moeilijk toegankelijk berggebied. Dit heeft tot gevolg dat om Tirana te bereiken, hemelsbreed zo'n 36 kilometer zuidelijker, een omweg van 90 kilometer moet worden gemaakt. Burrel geldt dan ook als zeer afgelegen.
In de omgeving van de stad lopen enkele kleinere riviertjes en beekjes. Het berggebied rondom de stad is dunbevolkt en net als Burrel zelf slecht met de buitenwereld verbonden.

## Geschiedenis
De oudste schriftelijke vermeldingen van Burrel dateren uit de 15e eeuw. Het plaatsje lag toen op een handelsroute door de bergen. Handelskaravanen deden het plaatsje aan om zijn markt, waar regionale producten werden verhandeld. Het plaatsje bleef tot de Tweede Wereldoorlog klein: in 1937 telde men 400 inwoners.

### Tweede Wereldoorlog
Tijdens de Tweede Wereldoorlog viel Albanië de facto onder Italiaans bewind. De bevolking van Burrel kwam hiertegen in opstand en slaagde erin de Italianen uit het stadje te verdrijven. De Italianen sloegen echter terug: in 1943 werd Burrel door Italiaanse soldaten verwoest. Na deze verwoesting werd het plaatsje in moderne stijl herbouwd.

### Communistische periode
De communisten probeerden aanvankelijk het afgelegen bergland te ontsluiten met de aanleg van spoorwegen. Dit zou de mijnbouw in het stadje ten goede komen. Hiervan kwam uiteindelijk niets terecht: de spoorlijn werd nooit voltooid, alternatieve infrastructuur werd niet aangelegd.
De afgelegenheid van Burrel zal een rol gespeeld hebben bij het besluit hier de politieke gevangenen van het communistische regime onder te brengen. De gevangenis van Burrel werd berucht in heel Albanië. Dissidenten als Pjetër Arbnori zaten er onder slechte omstandigheden gevangen. Na de val van het communisme werd de gevangenis gesloten met de bedoeling er in de nabije toekomst een museum te vestigen. In 1997 nam premier Sali Berisha de gevangenis tijdelijk weer in gebruik, maar inmiddels zijn de plannen om er een museum in te richten nieuw leven ingeblazen en wordt aan het gebouw gewerkt.

### Kosovo-oorlog
In de berichtgeving van de Kosovo-oorlog speelde Burrel een rol omdat nabij het stadje een vluchtelingenkamp was ingericht. Hier verbleven uiteindelijk zo'n tweeduizend gevluchte Kosovaren.
Er zijn geruchten dat tijdens de Kosovo-oorlog Servische Kosovaren naar Burrel zijn gebracht om aldaar ter dood te worden gebracht. De organen van de gedode Serviërs zouden zijn verhandeld. Hoewel Carla Del Ponte over deze zaak geschreven heeft en de geruchten voor waar aannam, kunnen ze niet worden bewezen.

## Economie
Burrel heeft korte tijd gefloreerd als mijnstadje, maar de mijnen zijn nu verlaten. Wel is er nog een fabriek waar roestvast staal wordt geproduceerd. Deze fabriek zou volgens de laatste gegevens nog open zijn. Niettemin is de werkloosheid in Burrel hoog en zijn de leefomstandigheden niet ideaal. De huizen zijn veelal in slechte staat. Dat het stadje zo afgelegen is maakt een economische heropleving moeilijk. Vooral de gebrekkige infrastructuur is een groot probleem.

## Bezienswaardigheden
Na de verwoesting in de Tweede Wereldoorlog is Burrel in moderne stijl opgebouwd. Het stadsbeeld wordt gedomineerd door flats. De architectuur is zakelijk en de gebouwen zijn niet goed onderhouden.
In de stad is een museum over de geschiedenis en volkscultuur van Burrel en omgeving. Ook de gevangenis kan bezichtigd worden; de inrichting ervan als museum is in voorbereiding. Op circa tien kilometer ten oosten van Burrel bevinden zich ruïnes van een kasteel dat door de Zogolli's werd bewoond, de voorouders van de latere koning Zog I.

## Sport
Voetbalclub KS Burreli speelt in de Kategoria e Parë, de tweede nationale klasse.